# Мороз, Владимир Алексеевич
Владимир Алексеевич Мороз (24 декабря 1929 — 17 февраля 2022) — советский и российский художник, коллекционер, издатель.

## Биография
Окончил Московскую государственную художественно-промышленную академию имени С. Г. Строганова (МГХПА) .
С 1950-х годов занимается живописью и одновременно коллекционированием. Начал рисовать в раннем детстве. В семь лет, отец, желавший чтобы сын его стал художником, определил его в районную изостудию. В пятнадцать лет Володя уже сам зарабатывал ретушированием фотографий, как правило, с «удостоверений личности» — паспортов, военных или профсоюзных билетов. Заказчики были требовательны: убитый должен быть живым. Тогда же начал собирать репродукции произведений великих художников? вскоре вошел в круг московских коллекционеров старшего поколения.
Работал в живописно-производственном комбинате при Художественном фонде СССР, в мастерской «Промграфики» при Московском союзе художников. Член Союза художников России.
В пятидесятые-шестидесятые годы — он друг и помощник в творчестве (покупатель) картин Р. Р. Фалька, «выведшего свою живопись как последователь Сезанна в искусство выражения сугубо своего,
глубоко индивидуального чувствования и понимания». (Фальк называл Мороза «лучшим глазом Москвы»).
В шестидесятые-семидесятые Владимир Мороз — художник, знаток искусства — обладатель одной из уникальных коллекций от иконописи до русского авангарда 20-х годов.
Постепенно волна интереса к иконописи, спасаемой в провинции «вечными студентами», к русскому авангарду, спасаемому истинными знатоками искусства, докатилась до советских властей. Коллекционирование стало опасным делом.
В июне 1974 года Владимир Мороз был арестован в г. Львове. Был осуждён по ст. 190-1 УК РСФСР («Распространение заведомо ложных измышлений, порочащих советский государственный и общественный строй») и по статьям об экономических преступлениях. Коллекция его была конфискована. Содержался в местах лишения свободы до 1981 года. В заключении вёл дневник «Толстой в моей арестантской жизни».
Освободившись из заключения, Мороз дал себе слово никогда ничего не коллекционировать. Но встреча в 1984 году в деревне Селищи с восьмидесятилетней художницей-крестьянкой Любовью  Майковой («Тетей Любой») заставила Мороза изменить своему слову.
Скончался в 2022 году.

## Коллекция
Собрание Владимира Мороза состояло из работ русских художников-авангардистов, иконописи, редких книжных изданий. До сего дня (кроме единичных шедевров, попавших в музеи) местонахождение конфискованной коллекции неизвестно.
После конфискации работ, он стал собирать живопись заново, но уже обратился к тем художникам, работы которых никого кроме него не интересовали. Он стал собирать наивную живопись художников-самоучек, фактически открыв этих авторов — Любовь Майкову, Павла Леонова, Василия Григорьева.